# Шмерлинг, Оскар Иванович
Оскар Иванович Шмерлинг (1 [13] июля 1863[…], Ставрополь-Кавказский, Ставропольская губерния, Российская империя — 2 января 1938[…], Тбилиси, Грузинская ССР, СССР) — российский и грузинский художник немецкого происхождения.

## Биография
Оскар Иванович Шмерлинг родился в немецкой семье в северокавказском городе Ставрополе 1 (13) июля 1863 года. Его семья попала в Российскую империю на волне немецкой эмиграции начала XIX века. Его отец, Иван, был подполковником императорской армии. Ничего не известно о его матери Матильде, лишь то, что ее братом был архитектор Альберт Зальцман, спроектировавший ряд выдающихся зданий в Тбилиси, в том числе здание Национальной картинной галереи Грузии.
По словам внучки О. Шмерлинга Аллы, ее дедушка вырос в тифлисском доме своего дяди Альберта. После окончания Тифлисского реального училища начинающий молодой художник отправился в Санкт-Петербург. В 1884 году поступил на отделение гравюры Петербургской академии художеств. Затем продолжил учёбу в Мюнхенской академии по специальности «батальная живопись». В 1892 году, сразу же по возвращении в Тифлис, Шмерлинг приступил к педагогической деятельности. Преподавал в Закавказском девичьем институте. В 1902—1916 годах Оскар Шмерлинг был директором школы живописи и скульптуры при Кавказском Обществе поощрения изящных искусств, а с момента основания Тифлисской академии художеств — её профессором.
Шмерлинг участвовал в выставках Кавказского Общества поощрения изящных искусств, много иллюстрировал грузинской детской литературы. Больше всего запомнился карикатурными сериями из жизни старого Тифлиса, которые впервые были выпущены в свет в 1910-х годах в виде открыток. Сотрудничал с такими периодическими изданиями, как грузинские «Цнобис Пурцели», «Эшмакис Матрахи», «Шурдули», «Бзики», армянский «Хатабала», азербайджанский «Молла Насреддин» (выходившим в Тифлисе в 1906—1914 и в 1917 гг.) и другие.

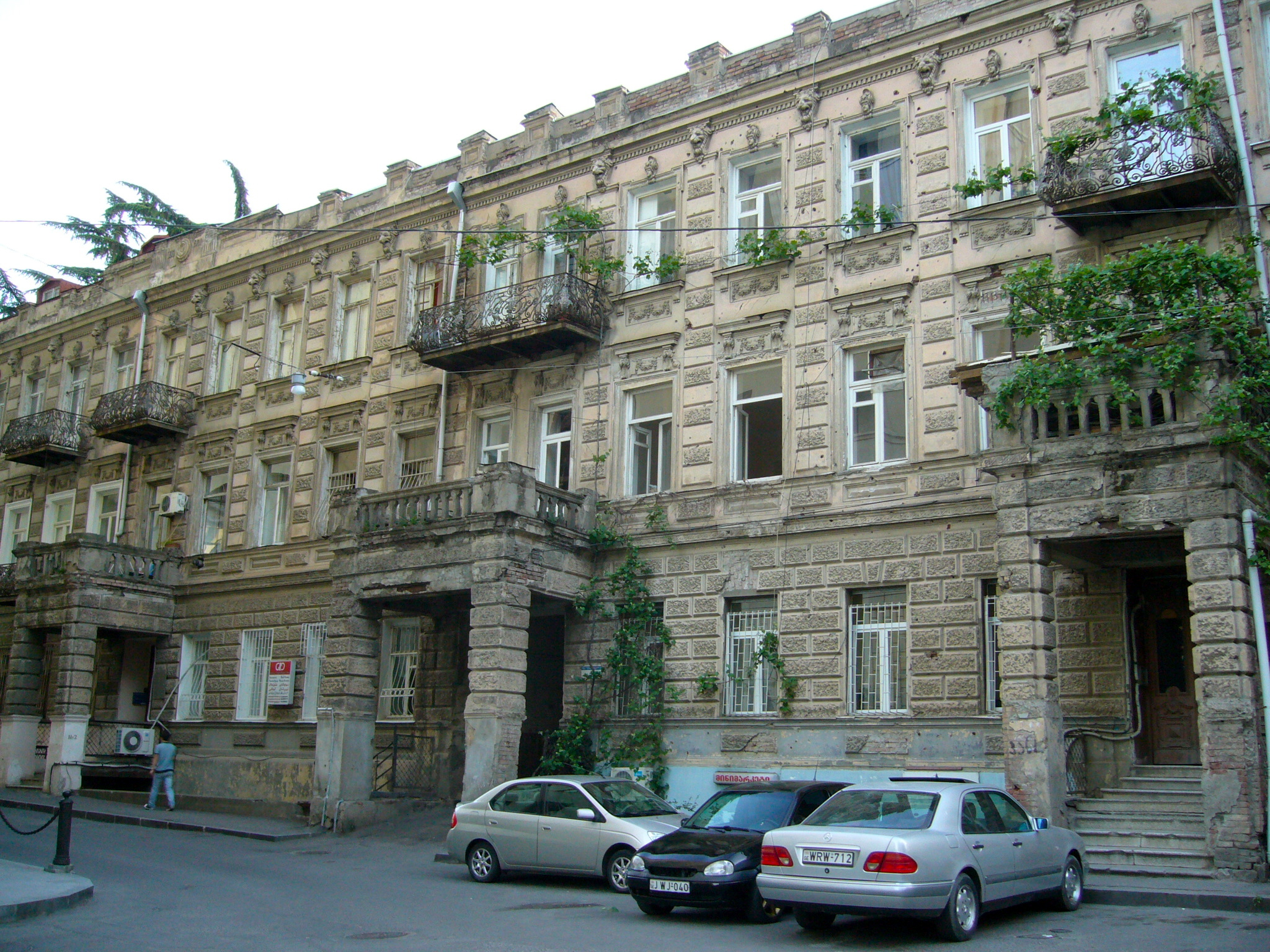
Дом, где жил Шмерлинг в Тбилиси

Жил на улице Братьев Зубалашвили, 2 (мемориальная доска).
Дочь художника — искусствовед Рене Шмерлинг.